# Rust in Peace Live
Rust in Peace Live é um álbum ao vivo da banda americana de heavy metal Megadeth, lançado em 2010 pela Shout! Factory, em Blu-ray, DVD e CD. Filmado no Hollywood Palladium em 31 de março de 2010 o show promove o álbum Rust in Peace de 1990.

## Concepção e recepção
| Críticas profissionais        | Críticas profissionais |
| Avaliações da crítica         | Avaliações da crítica  |
| Fonte                         | Avaliação              |
| ----------------------------- | ---------------------- |
| About.com                     | [ 1 ]                  |
| Allmusic                      | [ 2 ]                  |
| Brave Words & Bloody Knuckles | (8.5/10)               |
| Consequence of Sound          | [ 4 ]                  |

Rust in Peace foi lançado em 1990 e entrou para a Billboard 200 na posição 23, e foi certificado com platina pela RIAA em 1992. A recepção positiva do álbum fez a banda anunciar a turnê "Rust in Peace 20th Anniversary Tour". A turnê começou em 1 de março com um mês de duração da turnê norte americana com as bandas Testament e Exodus como bandas de apoio.

## Lista de faixas
Todas as canções escritas por Dave Mustaine exceto onde indicado:
Rust in Peace Live
1. "Holy Wars... The Punishment Due" - 7:02
2. "Hangar 18" - 5:05
3. "Take No Prisoners" - 3:24
4. "Five Magics" - 6:00
5. "Poison Was the Cure" - 3:36
6. "Lucretia" - 3:59 (Mustaine, Dave Ellefson)
7. "Tornado of Souls" - 5:28 (Mustaine, Ellefson)
8. "Dawn Patrol" - 1:52 (Mustaine, Ellefson)
9. "Rust in Peace... Polaris" - 6:10
10. "Holy Wars (Reprise)" - 4:15

Bônus
1. "Skin o' My Teeth" - 3:19
2. "In My Darkest Hour" - 6:12 (Mustaine, Ellefson)
3. "She-Wolf" - 3:36
4. "Trust" - 5:10 (Mustaine, Marty Friedman)
5. "Symphony of Destruction" - 4:00
6. "Peace Sells" - 4:46

## Créditos
Megadeth
- Dave Mustaine – vocais, guitarra
- Chris Broderick – guitarra, backing vocals
- David Ellefson – baixo, backing vocals
- Shawn Drover – bateria, percussão

Produção
- Kerry Asmussen – diretor
- Mark Adelman – produtor
- Bob Emmers – produtor executivo
- Bart Peters – produtor executivo